# 白粉菌科
白粉菌科（学名：Erysiphaceae）是子囊菌门锤舌菌纲柔膜菌目的一科真菌。也有将本科独立出来，成为白粉菌目的提法。本科真菌通常寄生在植物表面，其产生的大量分生孢子梗与分生孢子使植物表面看似涂上了一层白粉，故被称为白粉菌。由其所引起的植物病害则被称为白粉病。
白粉菌很可能起源于与广口盾壳科的祖先相近的真菌。它的全部已知种均为高等植物的专性寄生菌，尚不能完全脱离寄主在合成培养基上人工培养。它们可以寄生在近万种的种子植物上，给很多经济作物带来危害。习见的有为害禾谷类的禾谷布氏白粉菌，为害葡萄的葡萄钩丝白粉菌，为害苹果的苹果白粉菌等。

## 下属分类
白粉菌科的分类最初主要基于形态学特征，尤其是有性型的特征。分类依据包括闭囊壳外的附属丝形态、闭囊壳内子囊的数量及其所含的子囊孢子数量、菌丝体的表生或内生特性，以及分生孢子的形状、大小和着生方式（单生或串生）。
现代的分类更多依赖于宏观微观形态学与分子系统学和超微结构分析的结合，更加重视无性型和有性型的形态特征，特别是以前被忽视的无性型特征，如分生孢子链的轮廓、分生孢子梗在母细胞上的着生位置、脚胞的形状、分生孢子的萌发模式、以及子囊薄端的结构和大小等。据此将白粉菌科划分为五个族，并在族下进一步划分亚族和属。
本科包括以下属：
- 节丝壳属 Arthrocladiella Vassilkov(有性型)
- 布氏白粉菌属 Blumeria Golovin ex Speer (有性型)
- 巴西壳属 Brasiliomyces Viegas (有性型)
- 球小粉孢属 Bulbomicroidium Marm., S. Takam. &U. Braun (无性型)
- 簇丝壳属 Caespitotheca S. Takam. & U. Braun (有性型)
- 离壁壳属Cystotheca Berk. & Curtis (有性型)
- 白粉菌属 Erysiphe DC. (有性型)
- 高氏白粉菌属 Golovinomyces (U. Braun) Heluta (有性型)
- 内丝白粉菌属 Leveillula G. Arnaud (有性型)
- 小粉孢属 Microidium (To-anun & S. Takam.) To-anun & S. Takam. (无性型)
- 叉丝壳属 Microsphaera
- 新白粉菌属 Neoerysiphe U. Braun (有性型)
- Oidium
- 拟钩丝壳属 Parauncinula S. Takam. & U. Braun (有性型)
- 球针壳属 Phyllactinia Lev. (有性型)
- 半内生钩丝壳属 Pleochaeta Sacc. & Speg. (有性型)
- 单囊壳属 Podosphaera Kunze (有性型)
- 拟粉孢属 Pseudoidium Y.S. Paul & J.N. Kapoor
- 奎罗丝菌属 Queirozia Viegas & Cardoso (有性型)
- 叉钩丝壳属 Sawadaea Miyabe (有性型)
- 单丝壳属 Sphaerotheca
- 高松菌属 Takamatsuella U. Braun & A. Shi (有性型)
- 棒丝壳属 Typhulochaeta Ito & Hara
- 钩丝壳属 Uncinula
- Uncinuliella

## 分布
全球范围内已发现大约873种和47个变种白粉菌，它们寄生在超过一万种的双子叶和单子叶植物上。
白粉菌的地理分布广泛，但主要集中在北温带。包括白粉菌属、单囊壳属、高氏白粉菌属、球针壳属、布氏白粉菌属和新白粉菌属为全球广布属；节丝壳属和叉钩丝壳属则主要分布在北温带；内丝白粉菌属虽然最初被认为是地中海地区特有属，但已有研究表明它在全球范围内均有分布。此外，离壁壳属主要分布于亚洲和北美，半内生钩丝壳属则主要分布在北美、非洲和亚洲，而拟钩丝壳属仅分布于中国和日本。